# Rotbraune Leuchterblume

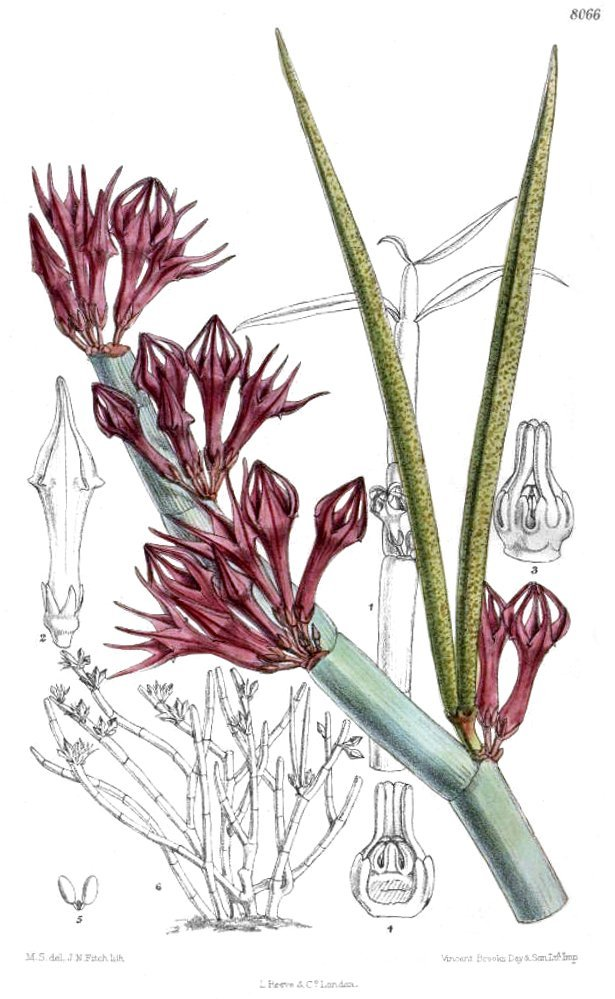
Ceropegia fusca, Illustration.

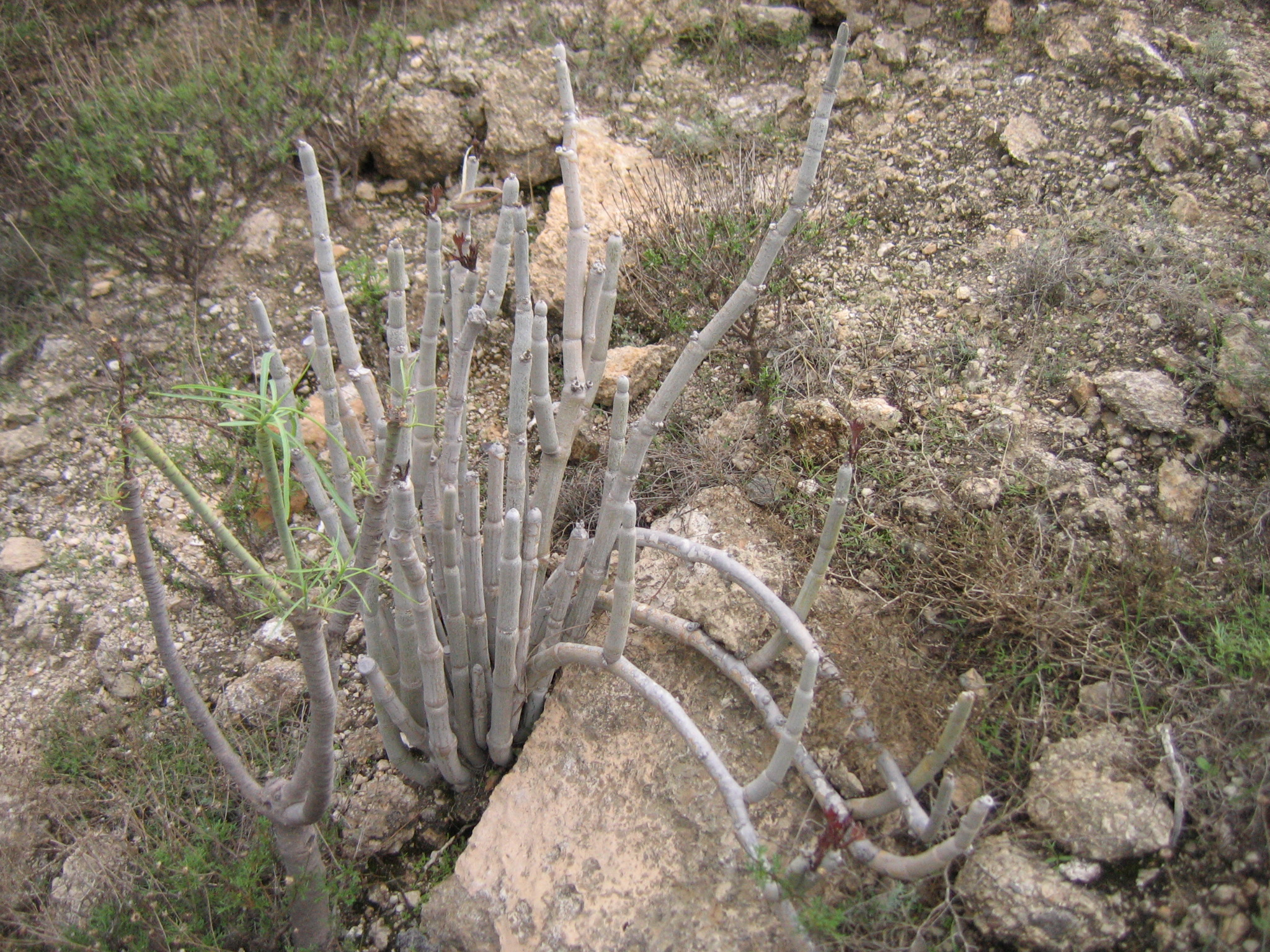
Ceropegia fusca, Habitus im Habitat.

Die Rotbraune Leuchterblume (Ceropegia fusca) ist eine Pflanzenart der Gattung Leuchterblumen (Ceropegia) aus der Unterfamilie der Seidenpflanzengewächse (Asclepiadoideae), die der Familie Hundsgiftgewächse (Apocynaceae) zugerechnet wird. Diese Art ist ein Endemit der Kanaren.

## Merkmale
Die Rotbraune Leuchterblume ist eine strauchartig wachsende, ausdauernde sukkulente Pflanze, die Wuchshöhen von bis zu 1 Meter erreicht. Diese Art besitzt eine meist aufrechte, z. T. auch liegend-aufsteigende Wuchsform mit regelmäßigen, basalen Verzweigungen. Sie ist durch eine Spross- und Blattsukkulenz gekennzeichnet. Die Stängel messen 8 bis etwa 15 mm im Durchmesser und sind im frischen Zustand zunächst rotbraungrünlich; sie werden später durch Wachsauflagerungen weißlichgrau. Die 25 bis 50 mm langen, 2 bis 4 mm breiten linealisch-elliptischen Blättchen sind gegenständig und haben einen rotbraunen Farbton. Die Nerven sind etwas heller, die Ränder umgebogen. Sie entwickeln sich an den frischen Stängeln und fallen später ab.
Im oberen Bereich der Pflanzen entwickeln sich sitzende scheindoldige Blütenstände mit Gruppen von zwei bis acht Blüten. Auf Gran Canaria kommen Lokalformen vor, die Scheindolden bis über 20 Blüten haben. Die zwittrigen, rotbraunen Blüten sind typische Fensterblüten, die 2 bis 3 cm lang sind. Die Kronröhre ist 10 bis 16 mm lang. Der Kronkessel misst 4 bis 6 mm im Durchmesser und  ist nur geringfügig breiter als die Kronröhre. Die fünf Kronzipfel sind 6 bis 11 mm lang und 1 bis 3 mm breit. Die Ränder sind geringfügig nach außen gebogen.
Es werden paarig angeordnete, spindelförmige Balgfrüchte gebildet, die bis 10 cm lang sind.

## Vorkommen
Die Rotbraune Leuchterblume ist auf die Kanarischen Inseln La Palma, Gran Canaria und Teneriffa beschränkt. Sie bevorzugt die trockeneren Standorte der Südseiten dieser Inseln. Sie blühen dort ab etwa November bis in das Frühjahr hinein.

## Systematik
Die Rotbraune Leuchterblume ist am nächsten mit der anderen kanarischen Ceropegia-Art, Ceropegia dichotoma verwandt. Diese besitzt jedoch gelbliche Blüten und ist auf die etwas feuchteren Standorte der Nordseiten der Inseln beschränkt.